# (6839) Ozenuma
(6839) Ozenuma (1995 WB2) – planetoida z pasa głównego asteroid okrążająca Słońce w ciągu 4,86 lat w średniej odległości 2,87 j.a. Odkryta 18 listopada 1995 roku.